# Senyera (település)
Senyera község Spanyolországban, Valencia tartományban. Senyera Manuel, La Pobla Llarga, San Juan de Énova és Castelló de la Ribera községekkel határos. Lakosainak száma 1124 fő (2024).

## Népesség
A település népessége az utóbbi években az alábbiak szerint változott:
| Lakosok száma | 932  | 1038 | 1141 | 1200 | 1193 | 1174 | 1149 | 1136 | 1108 | 1124 |
|               | 2001 | 2004 | 2007 | 2009 | 2012 | 2014 | 2017 | 2019 | 2022 | 2024 |